# Newtown (Ohio)
Newtown falu Hamilton megyében, Ohio államban, az Amerikai Egyesült Államokban. Newtown területén az első telepesek 1792-ben jelentek meg, Newtownt ekkor „Mercersburg” néven hívták. Csak 1901-ben lett a falu neve Newtown.

## Demográfiai adatok
A 2000. évi népszámlálási adatok szerint Newtown lakónépessége 2420 fő, a háztartások száma 924, és 669 család él a faluban. A 2010. évi népszámlálási adatok szerint Newtown lakónépessége 2672 fő. Newtown népsűrűsége a 2000. esztendőben 397 fő/km², a 2010. esztendőben pedig 438 fő/km². A 2000. évi népszámlálási adatok szerint Newtown lakásainak száma 977, km²-ként 160. A 2000. évi népszámlálási adatok szerint Newtown lakónépességének 96,36%-a fehér, 1,86%-a afroamerikai, 0,41%-a indián őslakos, 0,87%-a ázsiai, 0,12%-a egyéb és 0,37%-a kettő vagy több rasszba tartozik.